# Jurginszkojei járás

A Jurginszkojei járás a Tyumenyi területen

A Jurginszkojei járás (oroszul Юргинский район) Oroszország egyik járása a Tyumenyi területen. Székhelye Jurginszkoje.

## Népesség
- 1989-ben 16 051 lakosa volt.
- 2002-ben 13 475 lakosa volt, melyből 12 532 orosz, 225 német, 138 kazah, 107 ukrán, 105 fehérorosz, 74 tatár, 55 csuvas, 48 örmény, 34 mordvin, 27 ingus stb.
- 2010-ben 12 313 lakosa volt, melyből 11 526 orosz, 134 kazah, 128 német, 75 ukrán, 67 tatár, 63 fehérorosz, 48 ingus, 39 örmény, 32 csuvas, 22 mordvin stb.